# Esperanza (miasto)
Esperanza – miasto w Argentynie w prowincji Santa Fe.
W 2015 roku miasto liczyło 43,8 tys. mieszkańców.